# برایان کیوول
برایان کیوول (انگلیسی: Brian Qvale؛ زادهٔ ۳ نوامبر ۱۹۸۸) بازیکن بسکتبال اهل ایالات متحده آمریکا است.